# Övre Trollselet
Övre Trollselet är en sjö i Arvidsjaurs kommun i Lappland och ingår i Piteälvens huvudavrinningsområde. Sjön har en area på 0,536 kvadratkilometer och ligger 334,1 meter över havet. Övre Trollselet ligger i Piteälven Natura 2000-område. Sjön avvattnas av vattendraget Piteälven.

## Delavrinningsområde
Övre Trollselet ingår i det delavrinningsområde (732959-165743) som SMHI kallar för Utloppet av Övre Trollselet. Medelhöjden är 369 meter över havet och ytan är 3,88 kvadratkilometer. Räknas de 359 avrinningsområdena uppströms in blir den ackumulerade arean 5 155,99 kvadratkilometer. Avrinningsområdets utflöde Piteälven mynnar i havet. Avrinningsområdet består mestadels av skog (78 procent). Avrinningsområdet har 0,54 kvadratkilometer vattenytor vilket ger det en sjöprocent på 14 procent.